# Swetla Wassilewa

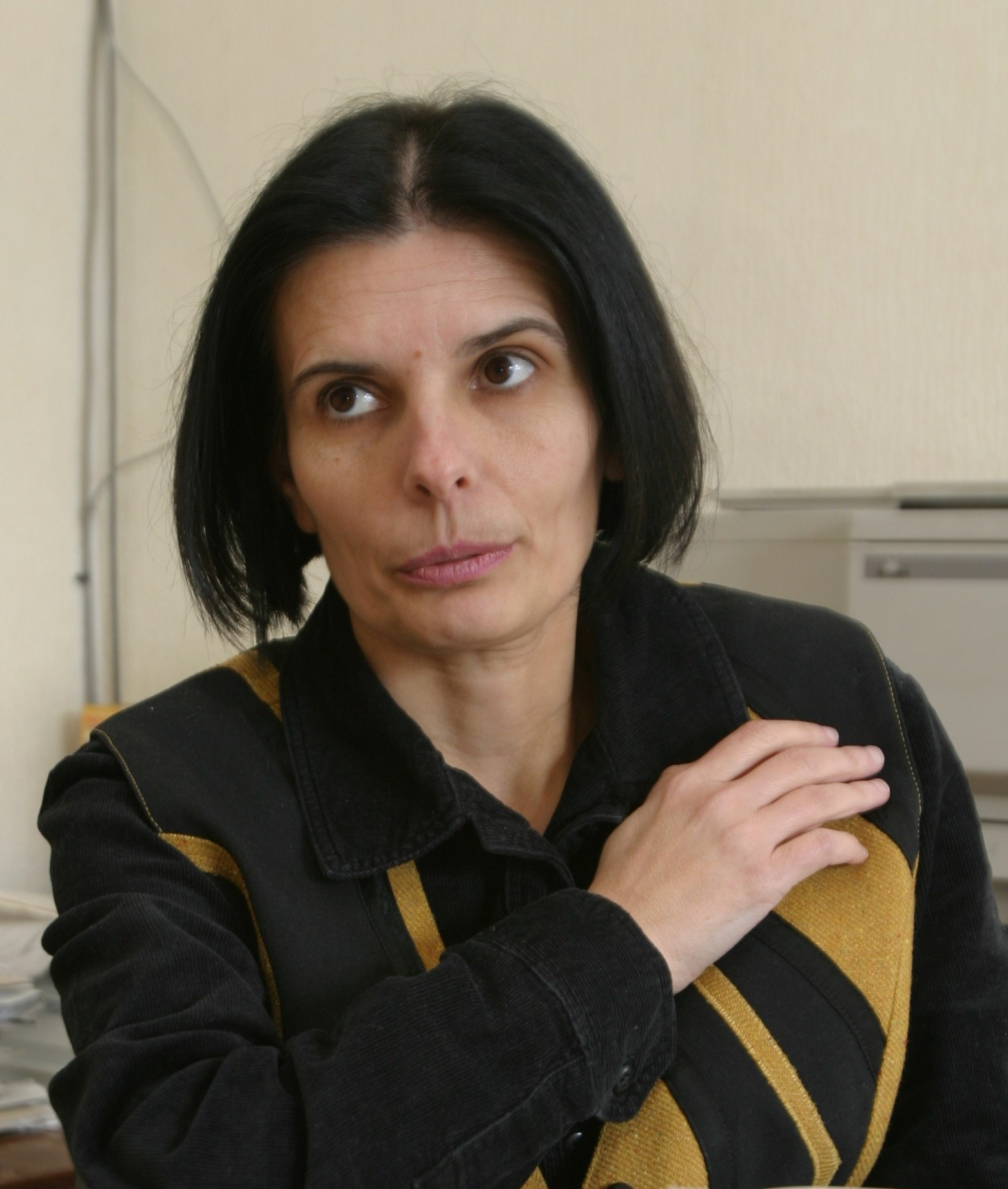
Swetla Wassilewa

Swetla Wassilewa (auch Svetla Vassileva, bulgarisch Светла Василева, * 1. April 1964 in Plewen) ist eine bulgarische Publizistin und Bloggerin.

## Leben
Sie ist Absolventin der St.-Kliment-Ohridski-Universität Sofia und der Pädagogischen Universität „A. I. Herzen“ in Sankt Petersburg. Sie arbeitete kurz im Forschungsinstitut für Bildung im Bildungsministerium in Sofia. Sie promovierte über das Thema „Anschließen die Vorschulkinder zum universellen moralischen Werten“ und ist Co-Autorin eines Konzepts für die Entwicklung der staatlichen Vorschulerziehung in Bulgarien, eines Konzepts für die Sozialisation der benachteiligten Roma-Kinder (unterstützt durch UNICEF), des „Weißbuchs für Prawez“ (2010), und des Buchs „Prawez. Die Chroniken der privaten Stadt“ (2011).
Sie ist Autorin von mehr als hundert Artikeln zu aktuellen Themen des Lebens der Gesellschaft in den Jahren des bulgarischen Übergangs zu Demokratie und Marktwirtschaft in bulgarischen und ausländischen Internet- und Printmedien (einschließlich Veröffentlichungen der EU) sowie in ihrem persönlichen Blog.
Informationen aus ihrem Essay über die „privaten Städte“ Bulgariens (2008) verarbeitete der deutsche Publizist Jürgen Roth in seinem Buch Die neuen bulgarischen Dämonen (2008).
In der Fernsehsendung „Hallo Bulgarien“ nannte sie Prawez 2008 „die erste private Stadt“, die quasi Eigentum des Chefs des Mineralölunternehmens Lukoil Bulgaria, Valentin Slatew, sei. Danach wurde der Journalist Georgi Koritarov entlassen.
Seit 2017 ist sie als Expertin im Team des bulgarischen Präsidenten Rumen Radew tätig.

## Schriften
- Концепция за социализация на деца от ромски произход в неравностойно социално положение. (Konzept für die Sozialisation der benachteiligten Roma-Kinder) Sofia 1994, ISBN 954-8525-02-X.
- Хрониките на частния град. (Prawez. Chronik der privaten Stadt) Sofia 2011, ISBN 978-954-92718-1-2. (mit P. Tsvetkov, S. Vassileva, P. Nikolova)